# Йомоґіта

40°58′19″ пн. ш. 140°39′21″ сх. д. / 40.97194° пн. ш. 140.65583° сх. д.
Йомо́ґіта (яп. 蓬田村, よもぎたむら, МФА: [jomogʲi̥ta muɾa]) — село в Японії, в повіті Хіґасі-Цуґару префектури Аоморі. Станом на 1 жовтня 2007 площа села становила 80,60 км². Станом на 1 липня 2008 населення села становило 3305 осіб.